# Taiho-Jitsu
Taiho-Jitsu to tak zwane techniki aresztowe polegające na ujmowaniu, obezwładnianiu i izolowaniu z sytuacji publicznej osób stwarzających poważne zagrożenie dla życia lub zdrowia ludzkiego albo mienia społecznego znacznej wartości – w celu przekazania tych osób właściwym jednostkom policyjnym.
Techniki aresztowe "Taiho" koncentrują się na sposobach obezwładniania osób, przytrzymywaniu lub przeprowadzaniu osób w chwycie transportowym na określonym odcinku przemarszu – zazwyczaj do wyznaczonego pomieszczenia służbowego celem przekazania funkcjonariuszom Policji, ograniczaniu ruchomości kończyn górnych oraz czynnościach zapobiegających posiadaniu przez osoby ujmowane przedmiotów niebezpiecznych lub niedozwolonych, które w sposób istotny mogą stwarzać zagrożenie dla życia lub zdrowia, takich jak: broń palna, różnego rodzaju ostrza i inne przedmioty.
W Polsce techniki aresztowe Taiho-Jitsu wchodzą w skład programu systemu samoobrony, interwencji i walk wręcz Combat 95 Narrow, który realizowany jest przez Polską Organizację Taiho Ryu Kempo Jiu Jitsu w Gdańsku.